# Слатвинский, Пётр Иванович
Пётр Иванович Слатвинский (Слотвинский) (1783—1846) — генерал-лейтенант, участник подавления Польского восстания 1831 года.

## Биография
Родился 10 (21) октября 1785 года (в ряде источников ошибочно указывается 1783 год). В первый офицерский чин произведён в 1801 году, с 1817 года — полковник.
В 1821 году Слатвинский был командиром 5-го эскадрона лейб-гвардии Гусарского полка; в этом году он, во время маневров, командовал полком, за болезнью Левашёва, остававшегося в Санкт-Петербурге и прибывшего к полку в местечко Люцин, Витебской губернии, где в то время весь гвардейский корпус был собран на смотр к главнокомандующему 1-й армией графу Ф. В. Остен-Сакену. 11 ноября 1823 г. Слатвинский был назначен командиром лейб-гвардии Конно-егерского полка, а 6 января 1826 года был пожалован во флигель-адъютанты.
Командуя лейб-гвардии Конно-егерским полком, Слатвинский был 21 мая 1826 года произведён в генерал-майоры; 26 ноября 1827 года он за беспорочную выслугу 25 лет в офицерских чинах был награждён орденом св. Георгия 4-й степени (№ 4052 по кавалерскому списку Григоровича — Степанова).
В 1831 году он участвовал в сражениях против польских мятежников. Несколько позже он был назначен начальником лёгкой гвардейской кавалерийской дивизии и в 1835 году  произведённый в генерал-лейтенанты, прослужив некоторое время в должности дивизионного командира, вышел в отставку вследствие расстроенного здоровья.
Один из товарищей Слатвинского по военной службе (В. В. Ильин) так характеризовал его личность: «Он был уважаем и любим от генерала до последнего корнета; солдаты его боготворили и всегда готовы были идти за него, как говорится, в огонь и в воду. Человек он был честный, добрый, прямой; одним словом безукоризненный».
Умер 6 (18) апреля 1846 года в Санкт-Петербурге, похоронен на Тихвинском кладбище Александро-Невской лавры.
Его братья, Михаил и Яков, были генерал-майорами русской императорской армии и кавалерами ордена св. Георгия 4-й степени.